# Rasy konia
Rasy konia – względnie jednorodne populacje koni (Equus caballus), w ramach których główne cechy charakterystyczne przekazywane są potomstwu. Nad zachowaniem poszczególnych ras czuwają organizacje hodowlane, wyznaczając określone reguły hodowli. Konie rasowe są zazwyczaj wpisywane w rejestry hodowlane (tzw. księgi stadne).
Rasy koni dzieli się ze względu na pochodzenie, a także na naturalne oraz sztuczne. Przykładem rasy naturalnej jest kuc szetlandzki, który występował początkowo jedynie na Wyspach Szetlandzkich. Przykładem rasy sztucznie stworzonej jest koń pełnej krwi angielskiej, wyhodowany pod kątem dzielności i szybkości wyścigowej. Wśród ras koni wyróżniamy typy: gorącokrwiste, zimnokrwiste oraz kuce.

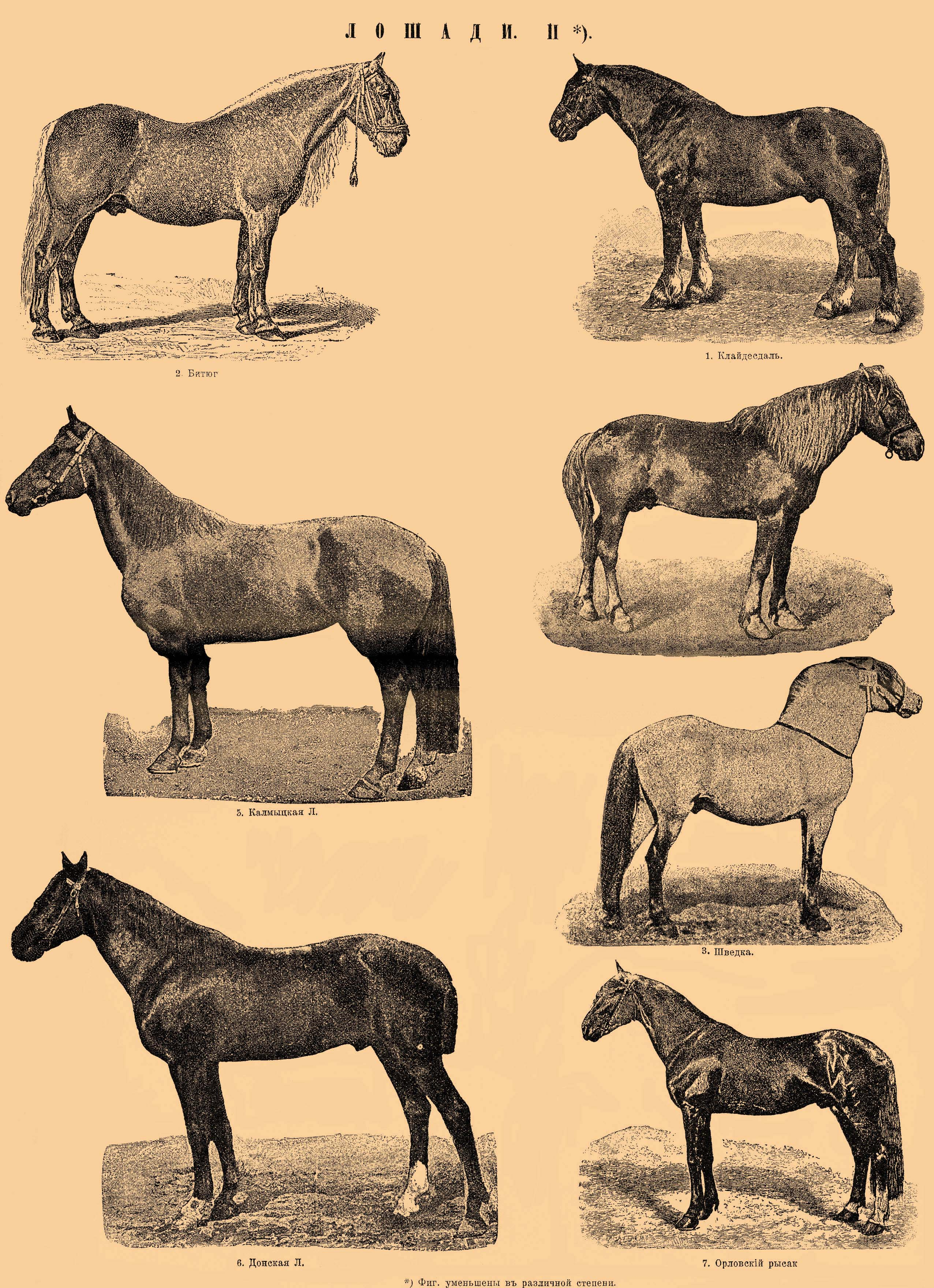
Szkic różnych ras koni

## Konie gorącokrwiste
Konie gorącokrwiste to takie, które są lekkiej budowy, mają żywy temperament i zazwyczaj cienką szatę, odporną na ekstremalne gorąco. Są energiczne, przystosowane do pracy w szybkim ruchu. Mają zastosowanie jako konie wierzchowe oraz do lekkich zaprzęgów (np. bryczki).

### Rasy europejsko-amerykańskie
- Aegidienberger
- Albino
- Altér real
- American Saddlebred
- Austriacki koń gorącokrwisty
- Kłusak amerykański
- koń andaluzyjski
- koń pełnej krwi angielskiej
- Angloarab
- angloarab sardyński
- Angloarab Shagya
- Appaloosa
- Australian Stock Horse
- koń aztecki
- koń badeńsko-wirtemberski
- bawarski koń gorącokrwisty
- belgijski koń gorącokrwisty
- koń berberyjski
- Brumby
- brytyjski koń gorącokrwisty
- koń budionnowski
- Canadian cutting horse
- Cleveland Bay
- Colorado Ranger
- Criollo
- czechosłowacki koń gorącokrwisty
- Döle Gudbrandsdal
- koń doński
- koń dunajski
- Einsiedler
- koń fryderyksborski
- koń wschodniofryzyjski
- Furioso
- Gelderländer
- Groningery
- Gidran
- Hack
- Hackney
- Haflinger
- koń hanowerski
- koń heski
- hispano
- holenderski koń gorącokrwisty
- koń holsztyński
- Hunter
- Irish Draught
- koń kabardyński
- koń kalabryjski
- koń kiński
- koń kladrubski
- koń kuzniecki
- Knabstrub

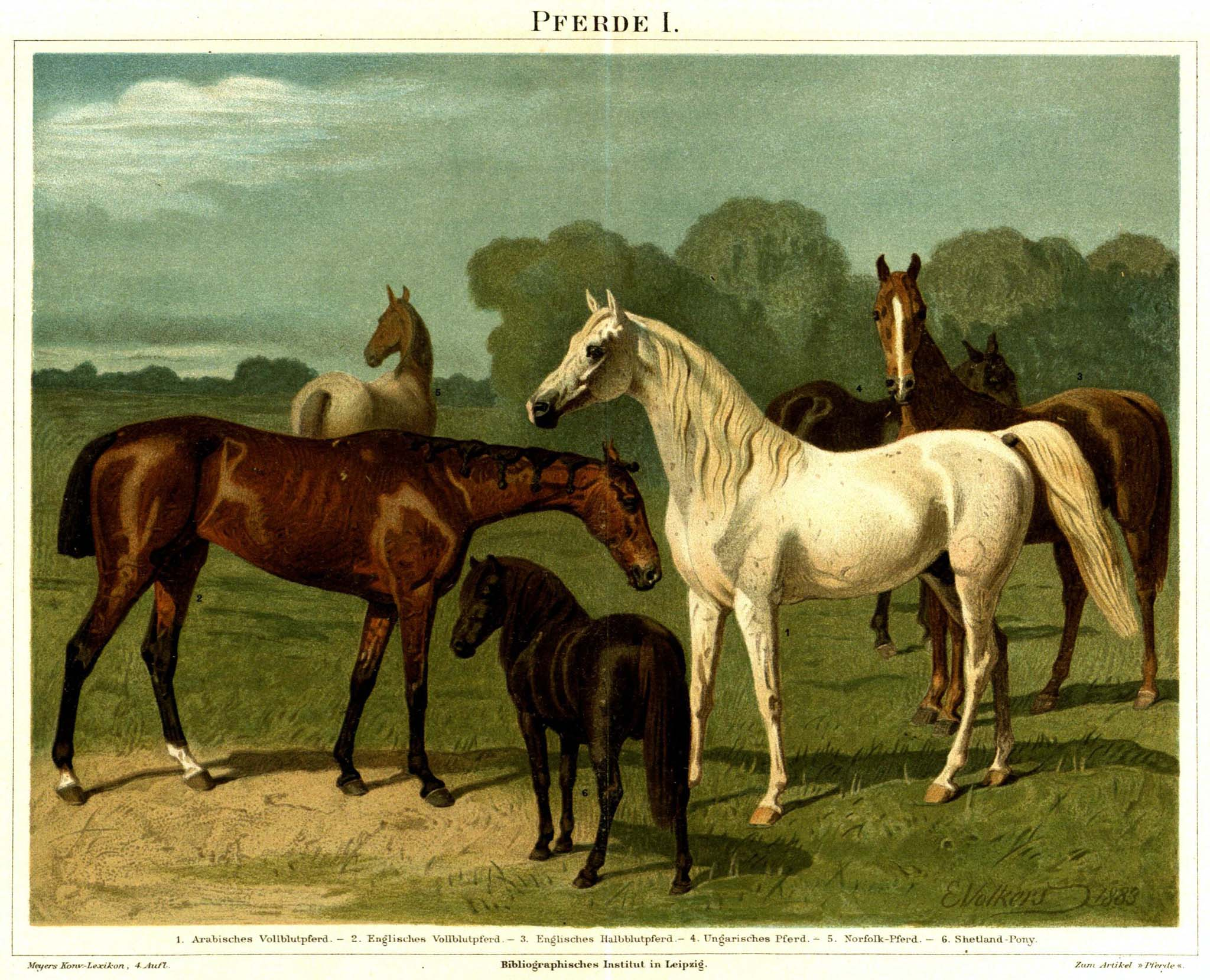
Lekkie lub wierzchowe (gorącokrwiste) rasy koni

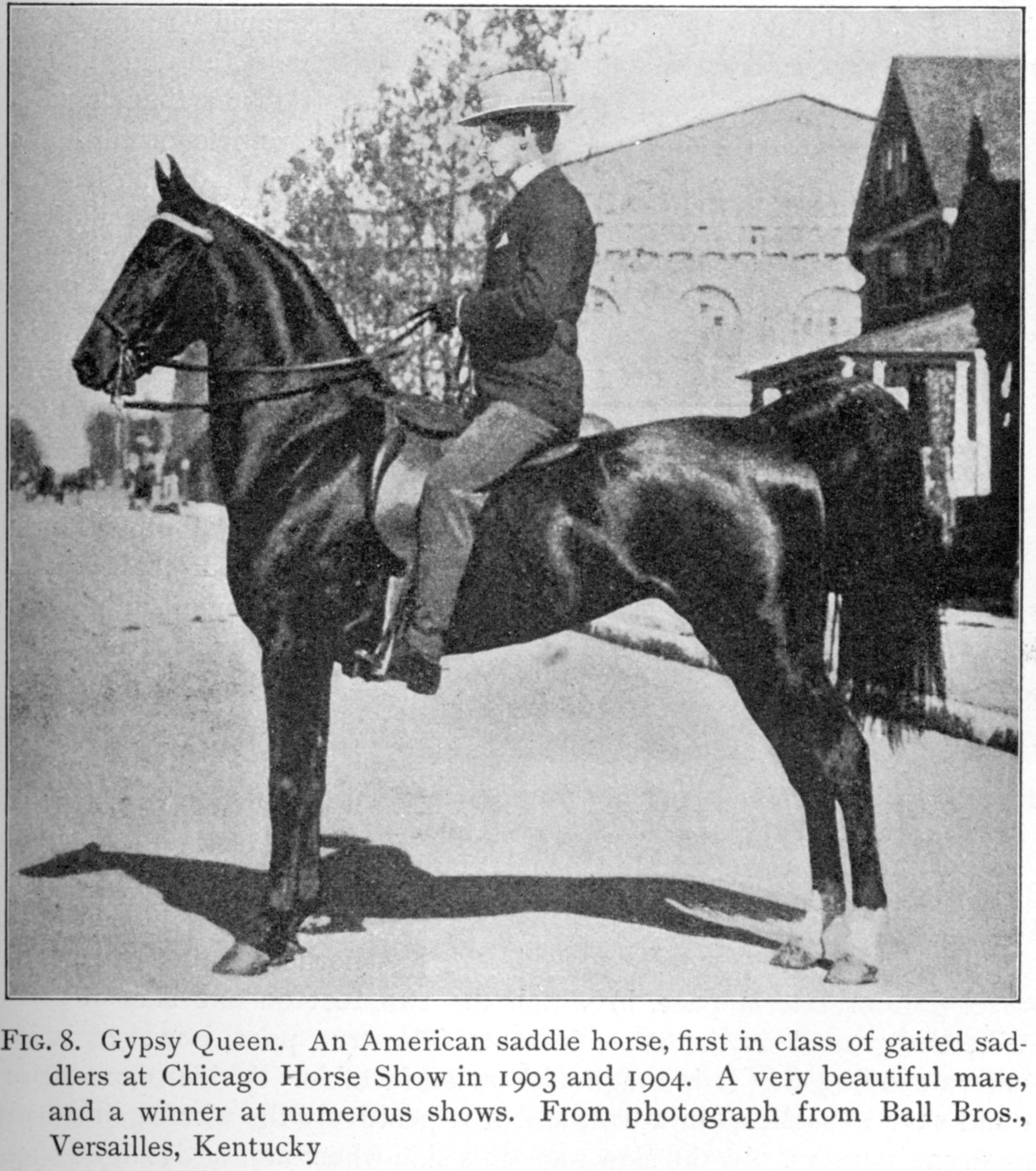
American Saddlebred

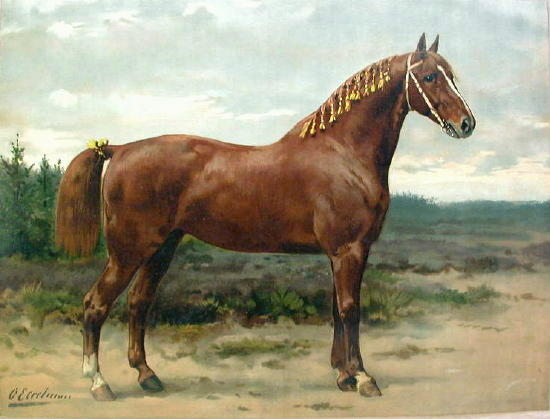
Gelderländer

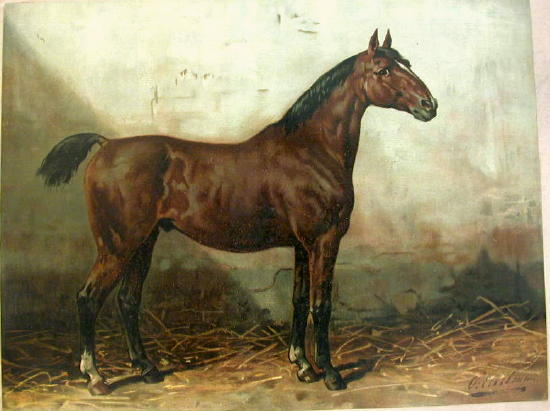
Koń holsztyński

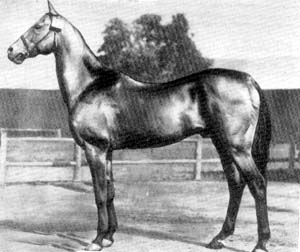
Koń achał-tekiński

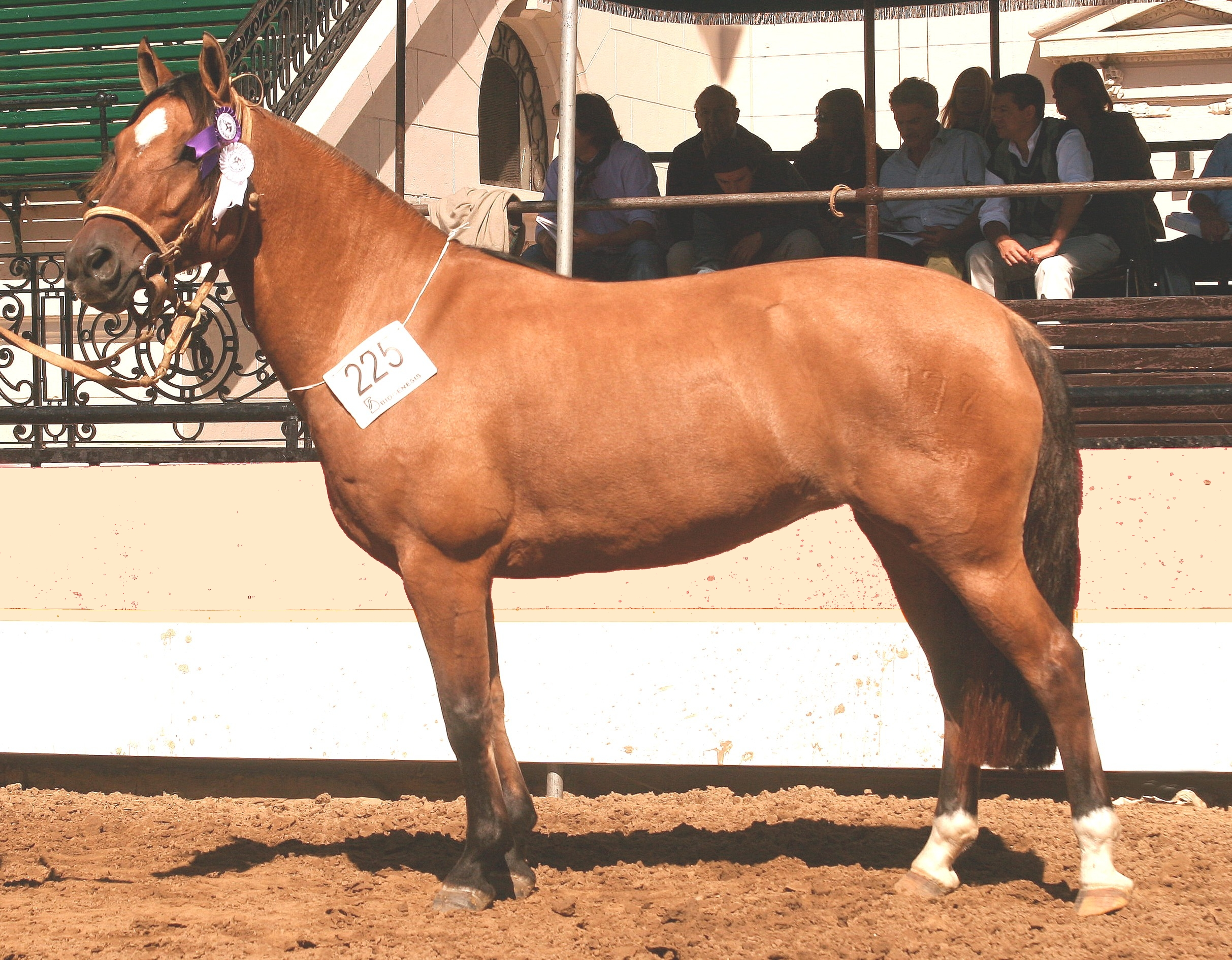
Criollo

- kłusak (i inochodziec) gorącokrwisty – Standardbred
- kłusak orłowski
- kłusak rosyjski
- koń lipicański
- koń lokajski
- Lusitano
- Łotewski koń gorącokrwisty
- Mangalarga
- Mangalarga Marchador
- koń małopolski
- Maremmano
- koń meklemburski
- Missouri Fox Trotter
- Morgan
- Nonius
- koń nowokirgiski
- koń oldenburski
- koń poznański
- koń śląski
- koń szlachetny półkrwi
- ciężki saksoński koń gorącokrwisty (koń oldenburski dawnego typu)
- Palomino
- Paso Peruano
- Paso Fino
- Pinto
- koń pleweński
- Quarter Horse
- reński koń gorącokrwisty
- Salernitano
- Sanfratellano
- Selle français
- Szwedzki koń gorącokrwisty
- Siciliano
- Tennessee Walker
- koń terski
- koń toryjski
- koń trakeński
- koń turkmeński
- koń ukraiński
- Waler
- koń westfalski
- węgierski koń sportowy
- Wiatka
- koń wielkopolski
- koń wschodniobułgarski
- Zweibrücker

### Rasy koni orientalnych
- koń czystej krwi arabskiej
- koń achał-tekiński
- koń afgański i pakistański
- koń berberyjski
- Jaf
- koń jomudzki
- koń karabachski
- kurdyjski
- perski koń arabski
- syryjski koń arabski
- Shiraz (Darashoori)
- Tchenerani
- koń turkmeński

### Południowoamerykańskie rasy koni
- Caballo Chileno
- Criollo
- Crioulo
- Llareno
- American Paint Horse

### Inne rasy i odmiany
- indyjski koń wojskowy
- karacabey
- koń kazachski
- murgese

## Konie zimnokrwiste

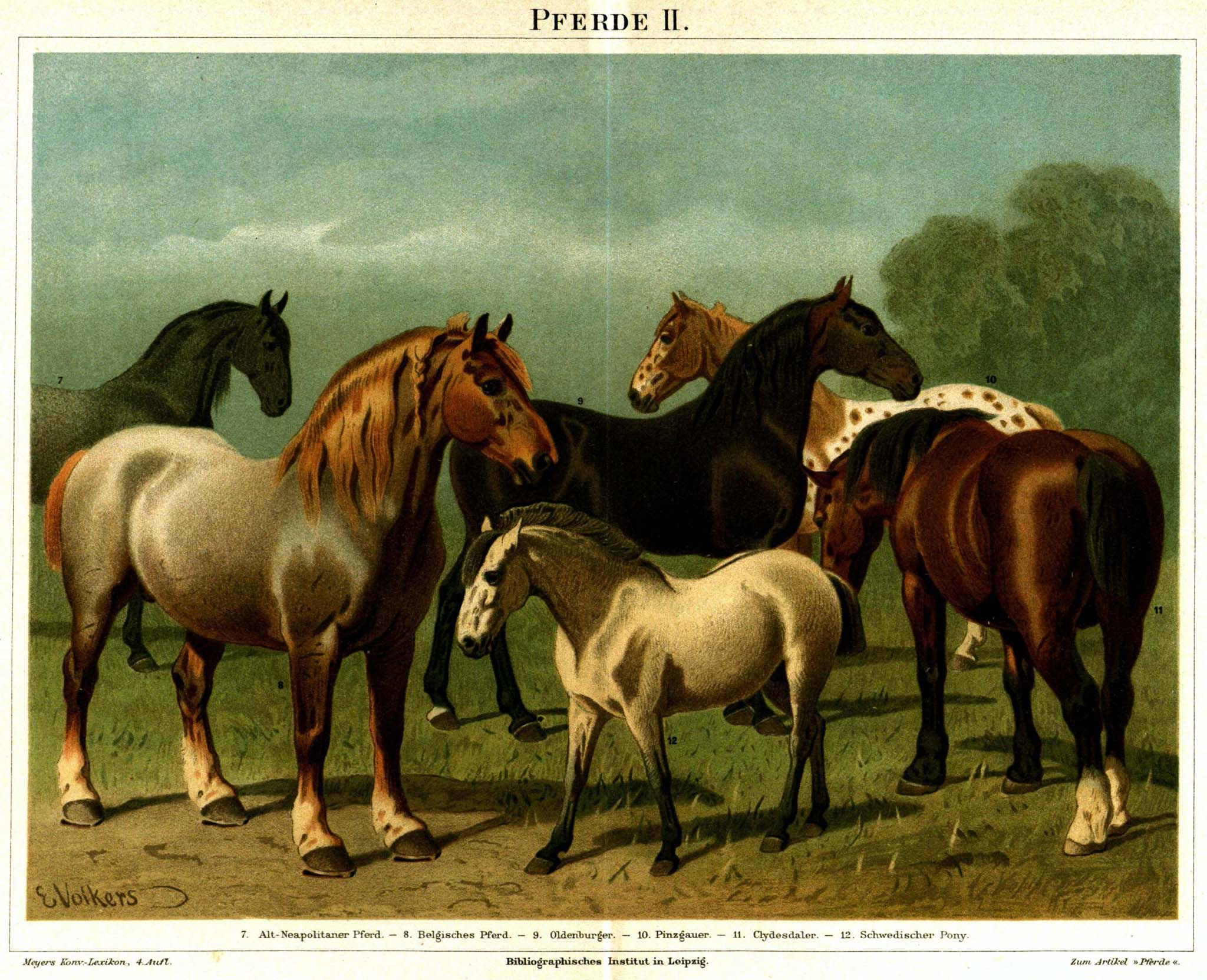
Ciężkie lub pociągowe (zimnokrwiste) rasy koni

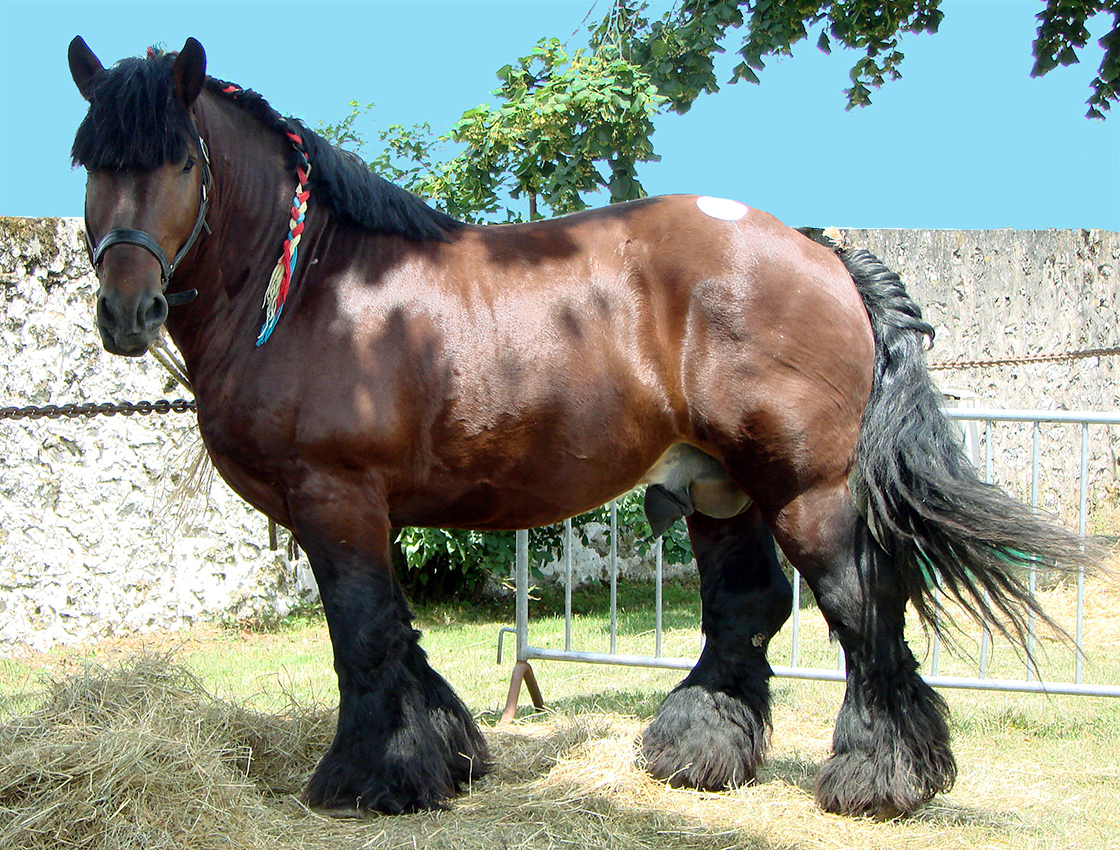
Koń ardeński

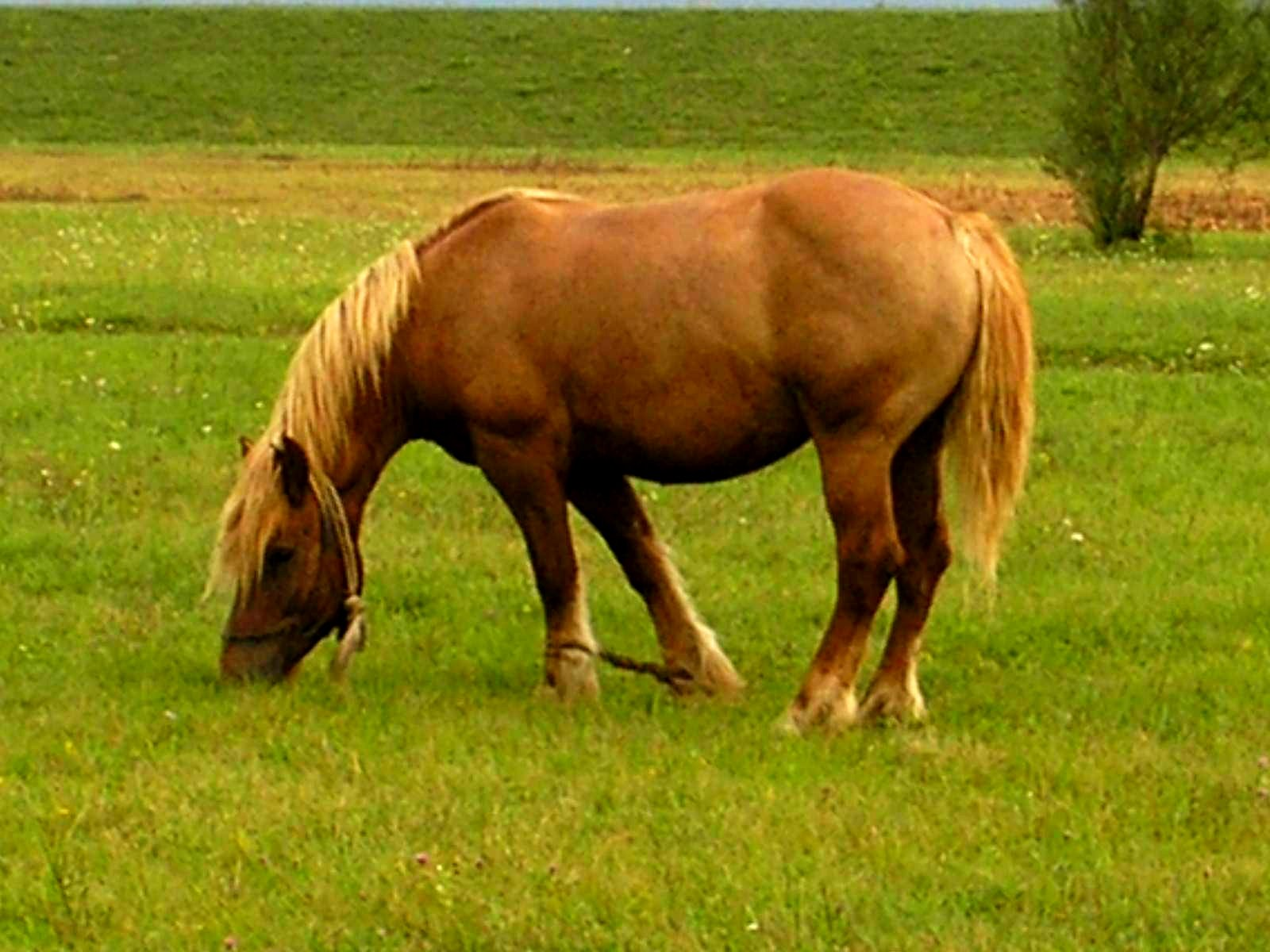
Jugosłowiański koń zimnokrwisty

Konie zimnokrwiste to konie silne i masywne, wyróżniające się spokojnym temperamentem i potężną budową. Są używane jako konie pociągowe (zaprzęgane do wozów do transportu towarów lub pojazdów przewożących wiele osób – omnibusy konne, tramwaje konne), do pracy w rolnictwie. Dawniej także były używane w wojsku do holowania ciężkich dział (tzw. konie artyleryjskie).

### Rasy koni zimnokrwistych
- koń ardeński
- koń belgijski
- koń burgundzki
- koń bretoński
- Koń buloński
- Clydesdale
- Comtois
- Cob
- czechosłowacki koń zimnokrwisty
- koń fiński
- Freiberger
- koń fryzyjski
- holenderski koń zimnokrwisty
- jugosłowiański koń zimnokrwisty
- Jutland
- koń kiwlendzki
- litewski koń zimnokrwisty
- Murakozi
- Noriker
- normandzki cob
- koń norycki (Pinzgauer)
- Perszeron
- Poitevin
- polski koń zimnokrwisty
- koń północnoszwedzki
- radziecki ciężki koń pociągowy
- reński koń zimnokrwisty
- szlezwicki koń zimnokrwisty
- koń sokólski
- Shire
- Suffolk Punch
- Kasztanowy koń szwarcwaldzki
- westfalski koń zimnokrwisty
- koń woroneski
- koń włodzimierski
- włoski koń zimnokrwisty
- Rosyjski koń zimnokrwisty

## Dzikie konie
- mustang
- Kuc Exmoor

## Małe konie i kuce

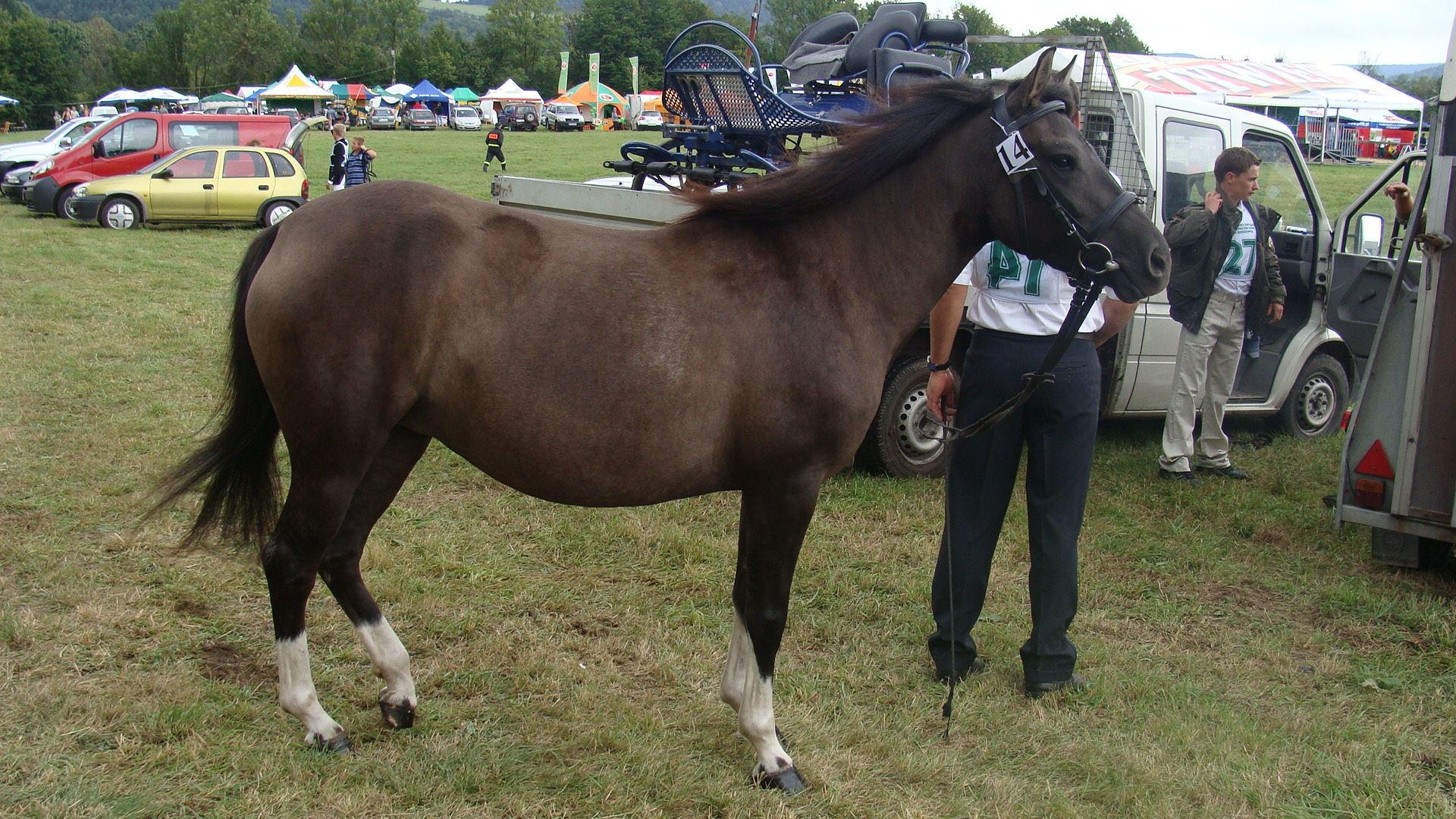
Koń huculski

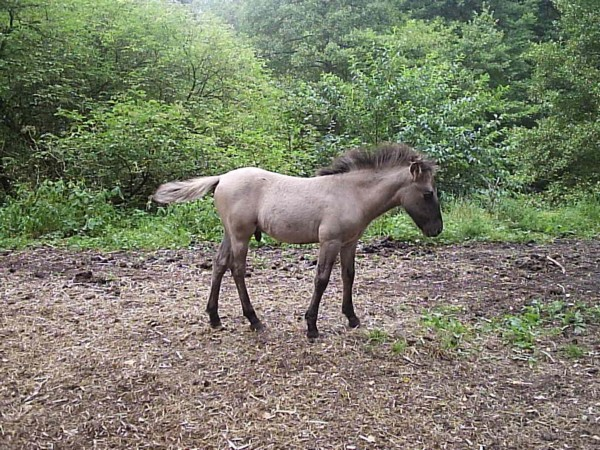
Młody konik polski

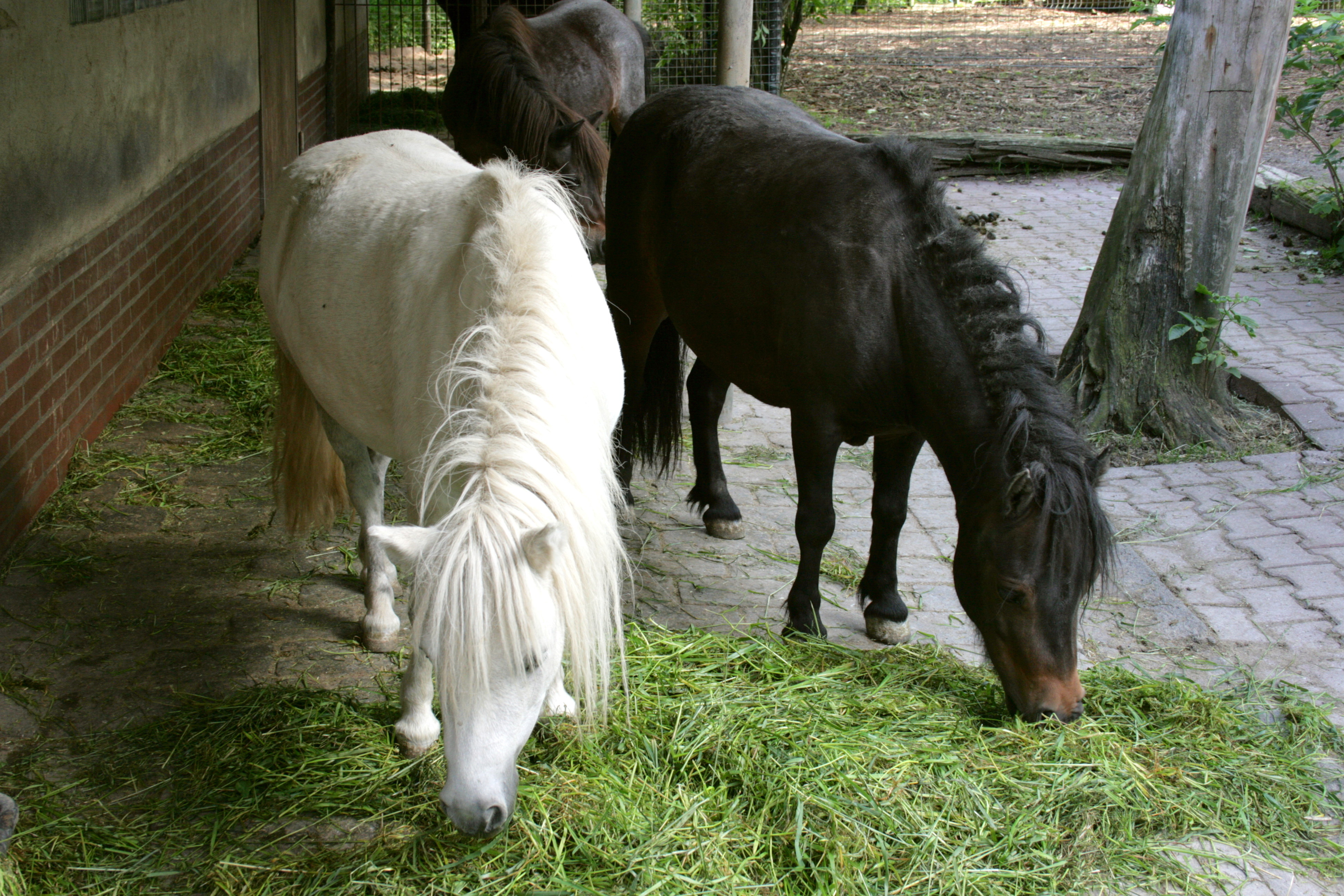
Kuce szetlandzkie

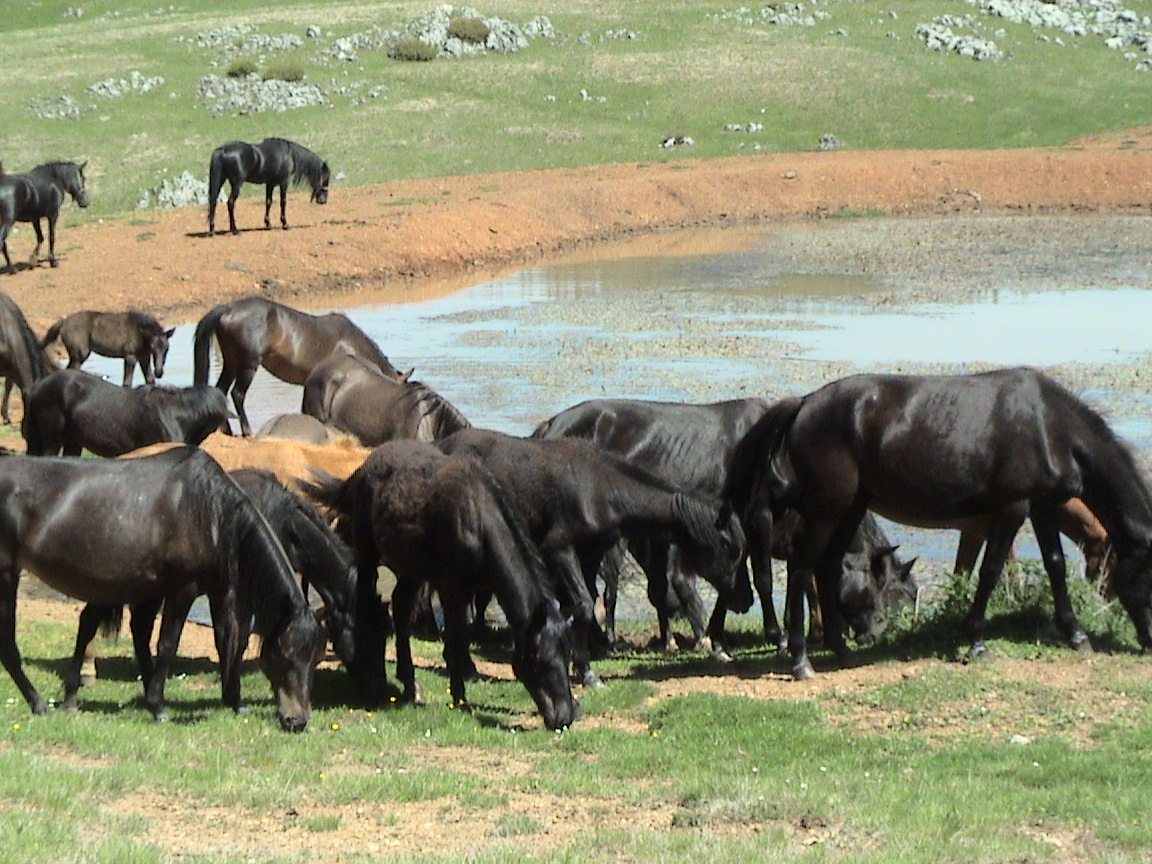
Górskie koniki bośniackie

- amerykański kuc szetlandzki
- kuc amerykański-Americas
- kuc australijski
- górski konik bośniacki
- Camargue
- kuc Connemara
- kuc Dales
- kuc Dartmoor
- konik dulmeński
- Kuc Exmoor
- Falabella
- kuc feliński
- kuc Fell
- koń fiordzki
- kuc Galiceno
- kuc gotlandzki
- kuc Hackney
- Haflinger
- Highland
- koń huculski
- kuc indyjski
- koń islandzki
- kuc jawajski
- kuc kaspijski
- Bali
- kuc Landais
- kuc Lewitzer
- kuc New Forest
- niemiecki kuc wierzchowy
- kuc Merens
- kuc mongolski
- kuc Pindos
- konik polski
- kuc Pottok
- koń Przewalskiego
- kuc Rocky Mountain
- kuc Sable Island
- kuc Skyros
- kuc Skyrian
- kuc Sorraia
- kuc szetlandzki
- koń szwajcarski
- Tarpan
- kuc tybetański
- Walijski kuc górski
- walijski kuc górski
- Welsh Cob
- Tinker – Gypsy Vanner
- kuc Zaniskari
- koń Jonaguni

## Pozostałe, mniej znane rasy i odmiany

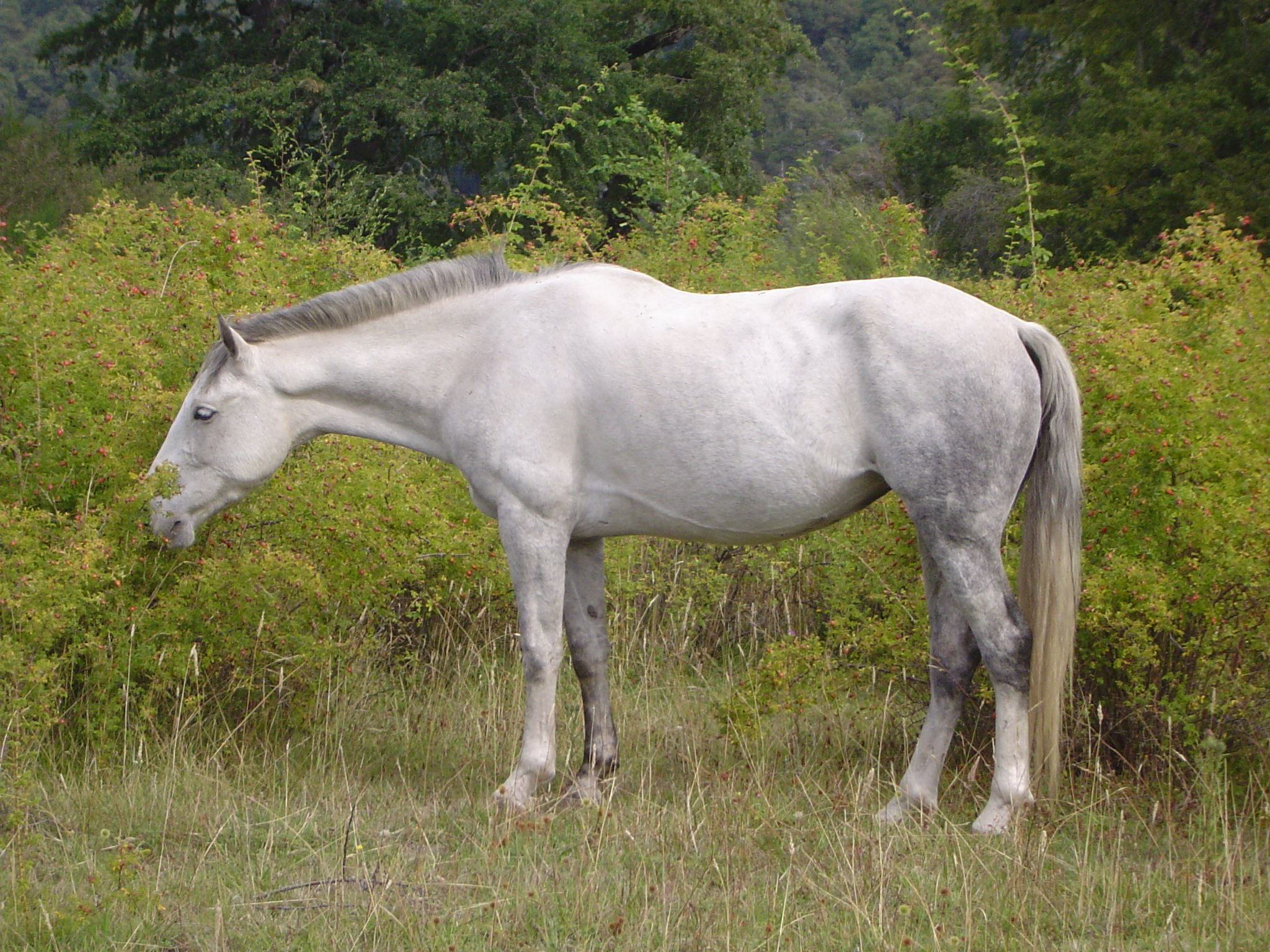
Cimarron

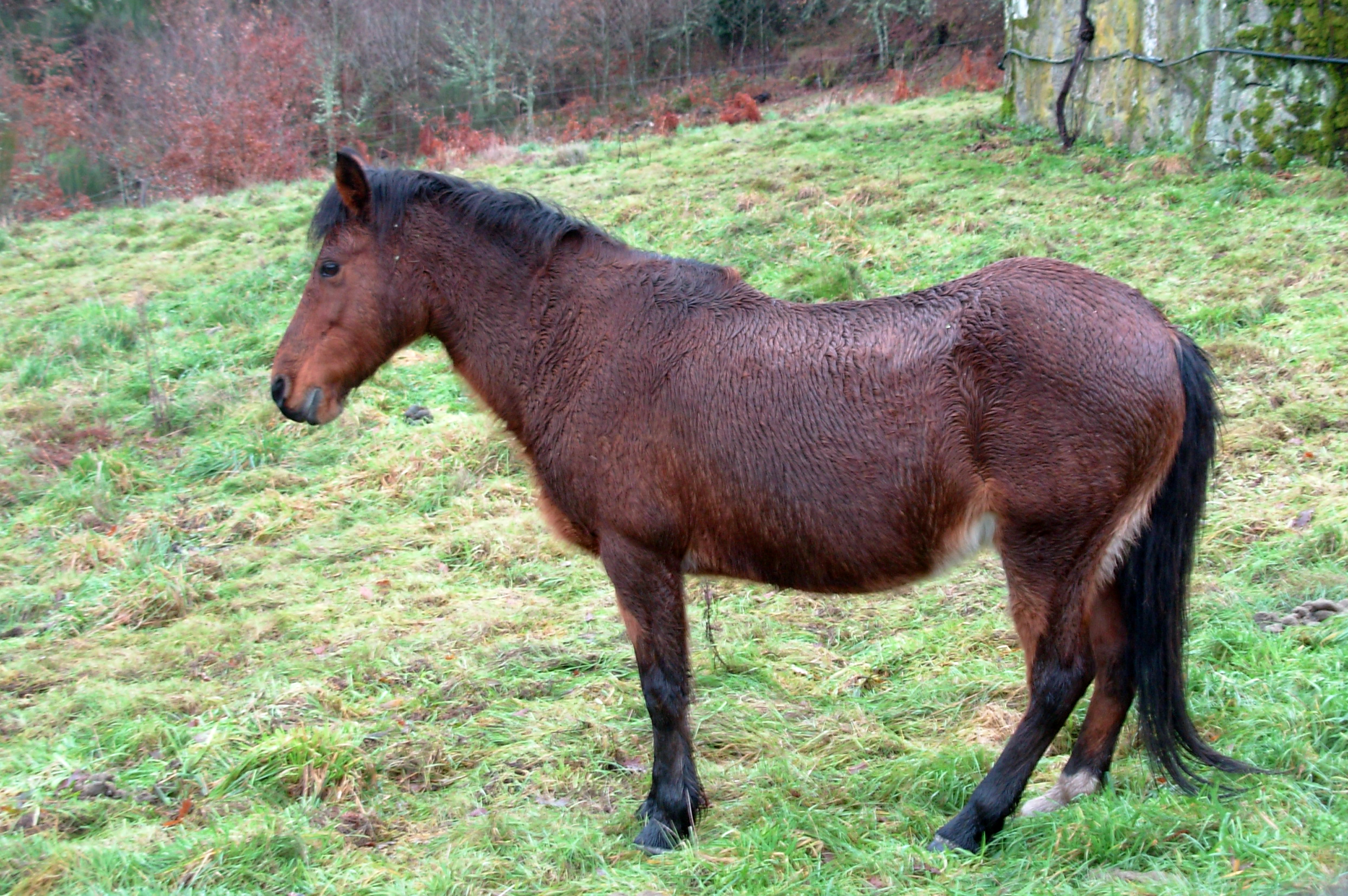
Kuc Garrano

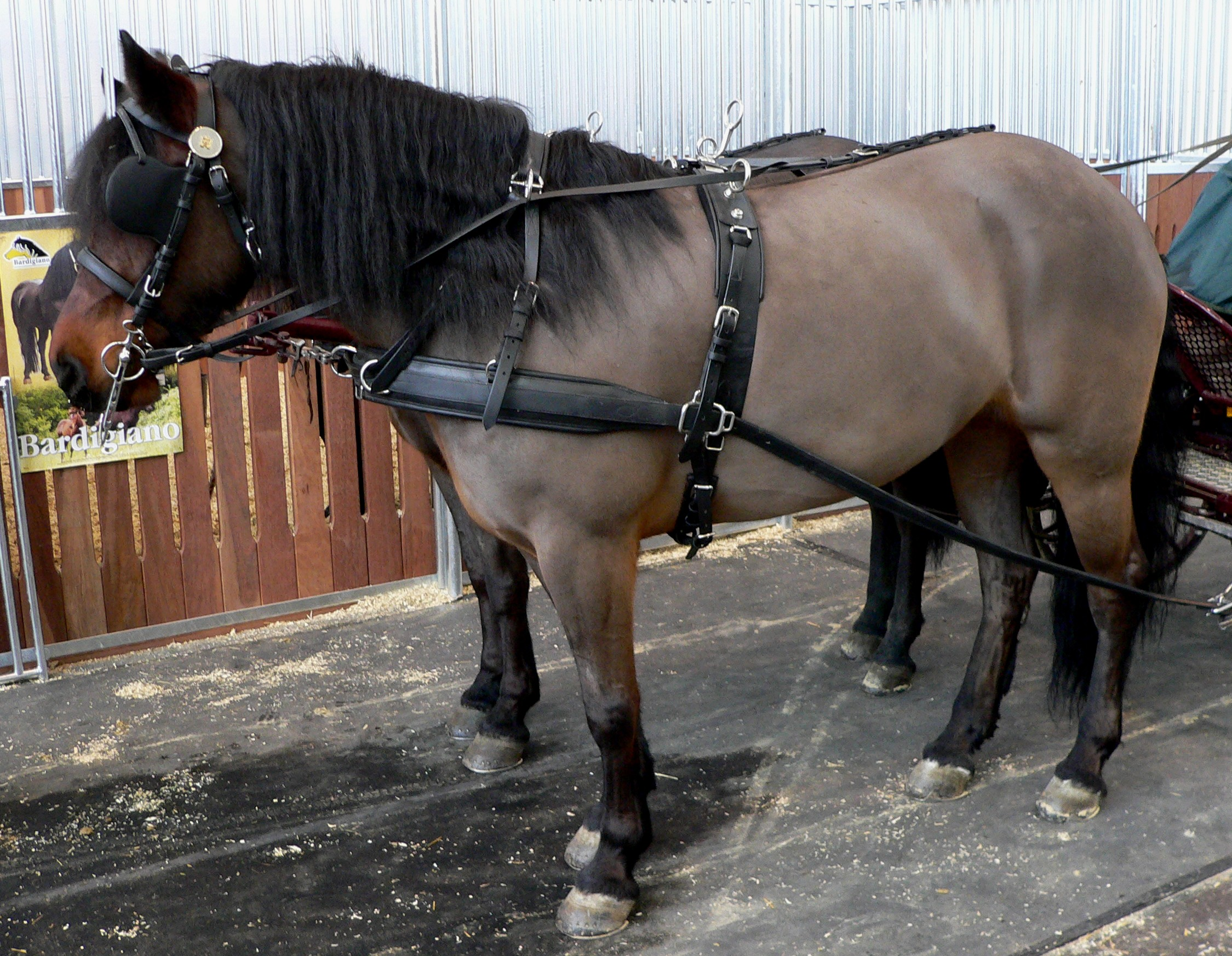
Kuc Bardigiano

- koń abisyński
- koń Dongolavi
- kuc Fulani
- kuc galla
- kuc Gharbaui
- kuc jakucki
- kuc kenijski
- kuc nigeryjski
- kuc somalijski
- kuc Togo
- kuc Belearów
- Campolina
- Cimarron
- kuc Garrano
- kuc Bardigiano
- Cavallino della Giara
- kuc korsykański
- kuc sardyński (Achetta)
- kuc sycylijski
- kleppery estońskie
- kleppery łotewskie i litewskie
- konie kaimanawa
- koń meseński
- koń peczorski
- koń poleski
- Schweike
- kuc żemajtuka
- konik żmudzki
- kathiawari